# 佐野常民
佐野 常民（さの つねたみ、1823年2月8日〈文政5年12月28日〉- 1902年〈明治35年〉12月7日）は、明治期の日本の政治家。日本赤十字社の創始者。官職は枢密顧問官、農商務大臣、大蔵卿、元老院議長。栄典は正二位勲一等伯爵。「佐賀の七賢人」の1人。名は栄寿、栄寿左衛門。

## 経歴
1823年（文政6年）、 佐賀藩士下村三郎左衛門（充贇）の5男として佐賀（肥前国佐賀郡早津江村　現・佐賀市）に生まれる。幼名は鱗三郎。1831年（天保2年）に佐賀藩医佐野常徴の養子となり、佐賀藩の前藩主・鍋島斉直から栄寿の名を授かった。佐賀藩校・弘道館に学び、1837年（天保8年）には養父のいる江戸へ遊学、古賀侗庵に学ぶ。
1839年（天保10年）、佐賀に帰り、弘道館で考証学を、松尾塾で外科術を学ぶ。1842年（天保13年）、佐野家の養女・駒子と結婚する。1846年（弘化3年）、京都で広瀬元恭の時習堂に入門し、1848年（嘉永元年）には大坂の緒方洪庵の適塾で学び、さらに紀伊国で華岡青洲が開いた春林軒塾に入門する。適塾では大村益次郎ら明治維新で活躍する多くの人材と知遇を得る。

### 幕末動乱
1849年（嘉永2年）、江戸で伊東玄朴の象先堂塾に入門し、塾頭となる。江戸では戸塚静海にも学んでいる。この頃に勤皇運動に傾倒。藩の知るところとなり､急遽佐賀に戻るよう命じられている。1851年（嘉永4年）、長崎に移り、家塾を開く。1853年（嘉永6年）、佐賀に帰り、佐賀藩の精煉方頭人となり、藩主・鍋島直正から「栄寿左衛門」の名を授かる。佐賀藩の精煉方に田中久重親子や石黒寛次らを推薦する。
1855年（安政2年）6月に長崎の海軍予備伝習に参加する。同年8月に幕府が長崎海軍伝習所を開設し、佐賀藩から常民ら四十八名が第一期生として参加する。この頃に藩主・鍋島直正へ海軍創設の必要性を説き､自ら海軍所の責任者となる。
1857年（安政4年）、佐賀藩がオランダから購入した飛雲丸の船将となり、翌1858年（安政5年）、三重津海軍所の監督となる。1863年（文久3年）、三重津海軍所で幕府注文の蒸気鑵（ボイラー）を製作する。1867年（慶応3年）、パリ万国博覧会に参加し、その万博会場で国際赤十字の組織と活動を見聞し、オランダに行き、日進の建造を発注する。西欧諸国の軍事､産業､造船術などを視察して翌1868年（明治元年）に帰国。

### 明治
1870年（明治3年）3月～10月までの8か月間、兵部少丞に就任し、日本海軍の基礎創りに尽力する。しかし、増田明道ら他の海軍担当官との関係は良好とは言い難く、佐野の奮闘は空回りでしかなかった。罷免についても同僚の船越衛は同情している。1871年（明治4年）、民部省灯明台掛を受け継いだ工部省において燈台頭に就任し、洋式燈台の建設指揮にあたる（同時に工部大丞にも就任）。1872年（明治5年）、博覧会御用掛に就任し、日本の産業の近代化をめざすべく、同年3月に初の官設博覧会を湯島聖堂で開催する（湯島聖堂博覧会）。1873年（明治6年）、ウィーン万国博覧会事務副総裁に就任して、ウィーン万博に派遣される。博覧会を通じて日本の近代化に貢献し、「博覧会男」の異名を得る。通訳はアレクサンダー・フォン・シーボルトが努めた。

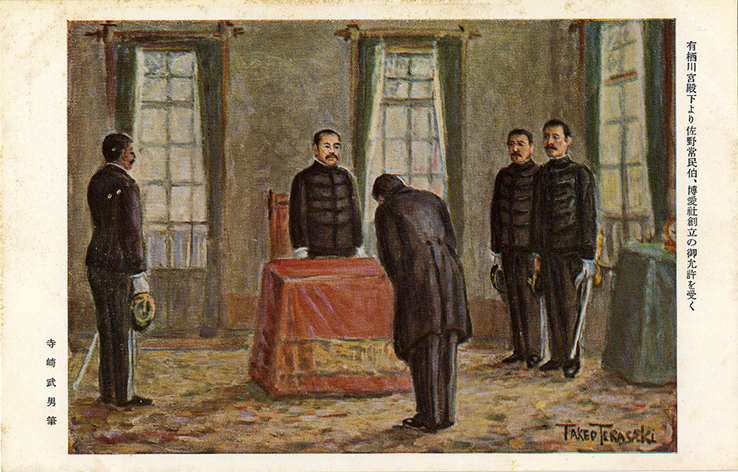
有栖川宮熾仁親王から博愛社設立の許可を受ける佐野常民

1875年（明治8年）、元老院議官となる。1877年（明治10年）2月に西南戦争が起こり、敵味方の区別なく戦場で負傷した将兵を看護する赤十字社の知識を元に、「博愛社設立請願書」を政府に提出するが不許可となり、5月に熊本で有栖川宮熾仁親王から博愛社設立の許可を得る。博愛社総長に東伏見宮嘉彰親王が就任。
1878年（明治11年）、大給恒らと博愛社の総副長となる。1879年（明治12年）、日本美術の海外流出を防ぐために、龍池会(後の日本美術協会)と呼ばれる美術団体を発足し、会頭に就任する。亡くなるまで会長を務め､芸術家の保護と育成に力を尽くす｡同年10月には中央衛生会会長に就任する。1880年（明治13年）、大蔵卿に就任するが、翌年の政変で辞任する。
1888年（明治21年）、枢密顧問官に就任する。7月、磐梯山噴火の救援活動を行う。
1882年（明治15年）、元老院議長に就任する。1883年（明治16年）、大日本私立衛生会(後の日本衛生会→日本公衆衛生協会）が発足し、会頭に就任する。1886年（明治19年）、東京飯田町に博愛社病院を開設する。

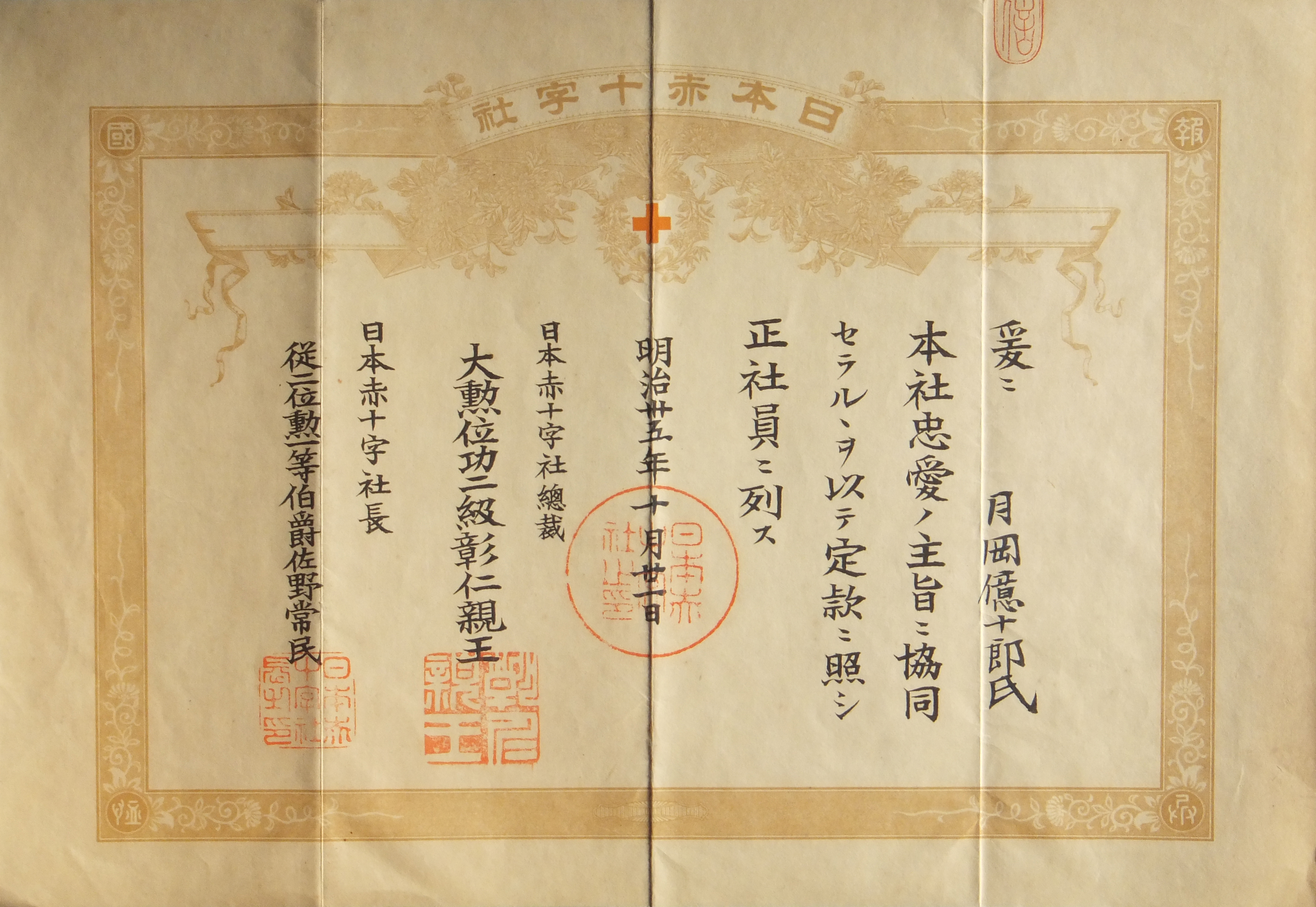
正会員認定証（1902年）

1887年（明治20年）、博愛社を日本赤十字社と改称し、初代社長に就任する。子爵。9月、日本赤十字社が国際赤十字に加盟する。12月、日本美術協会会頭に就任する。1892年（明治25年）、第1次松方内閣で農商務大臣に就任する。1894年（明治27年）の日清戦争や、1900年（明治33年）の義和団の乱で日本赤十字社は、戦時救護活動を行う。1895年（明治28年）、伯爵に陞爵。

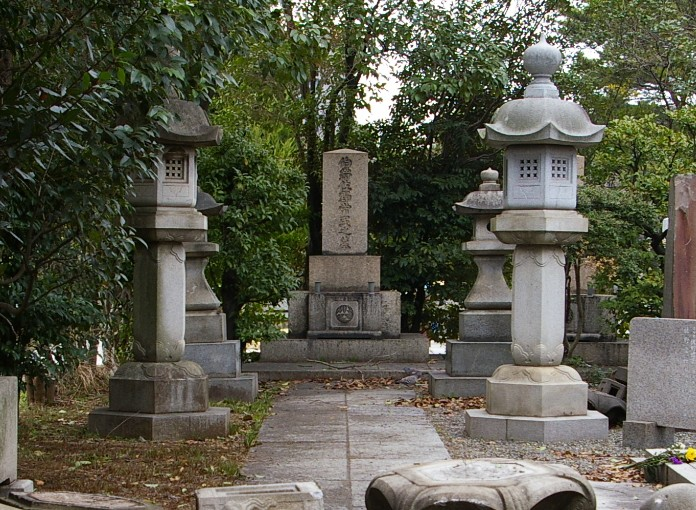
伯爵佐野常民之墓

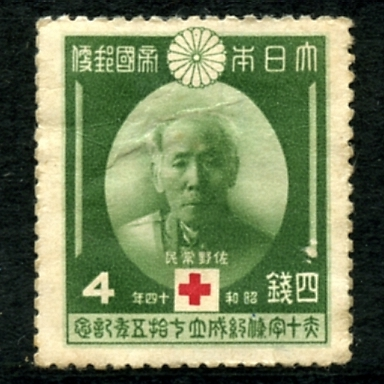
日本赤十字社創立75周年記念切手（1939年11月15日発行）

1902年（明治35年）、東京の自宅で死去、79歳。死に際して勲一等旭日桐花大綬章が贈られる。墓所は青山墓地。

## 栄典
位階
- 1871年（明治4年）
  - 5月9日 - 正七位[3]
  - 12月18日 - 従五位[3]
- 1872年（明治5年）10月8日 - 正五位[3]
- 1875年（明治8年）12月28日 - 従四位[3]
- 1880年（明治13年）5月24日 - 正四位[3]
- 1886年（明治19年）10月20日 - 従三位[3][4]
- 1888年（明治21年）10月20日 - 正三位[3]
- 1895年（明治28年）12月20日 - 従二位[3][5]
- 1902年（明治35年）12月7日 - 正二位[3][6]

爵位
- 1887年（明治20年）5月24日 - 子爵[3][7]
- 1895年（明治28年）10月31日 - 伯爵[3][8]

勲章等
| 受章年                     | 略綬 | 勲章名                   | 備考 |
| -------------------------- | ---- | ------------------------ | ---- |
| 1878年（明治11年）6月28日  |      | 勲二等旭日重光章         |      |
| 1882年（明治15年）11月1日  |      | 勲一等旭日大綬章         |      |
| 1889年（明治22年）11月25日 |      | 大日本帝国憲法発布記念章 |      |
| 1891年（明治24年）3月30日  |      | 御紋付御盃               |      |
| 1895年（明治28年）11月18日 |      | 明治二十七八年従軍記章   |      |
| 1901年（明治34年）2月4日   |      | 御紋付御盃               |      |
| 1902年（明治35年）12月7日  |      | 旭日桐花大綬章           |      |
| 月日不詳                   |      | 日本赤十字社名誉社員章   |      |

外国勲章佩用允許
| 受章年                     | 国籍                         | 略綬 | 勲章名                                           | 備考 |
| -------------------------- | ---------------------------- | ---- | ------------------------------------------------ | ---- |
| 1877年（明治10年）12月24日 | オーストリア＝ハンガリー帝国 |      | フランツヨーゼフヨルデン大十字型勲章             |      |
| 1877年（明治10年）12月24日 | ザクセン王国                 |      | 第一等コムツールクロイツアルブレクトヨルデン勲章 |      |

## 記念館
佐賀市川副町には「佐野常民と三重津海軍所跡の歴史館」があり佐野常民に関する常設展示がある（2021年9月25日に「佐野常民記念館」からリニューアルオープン）。

## エピソード
- 常民は、明治時代に都を関東の内陸部に位置する本庄宿（中山道で最大の宿場町）へ遷都する案を提出するも周囲の賛同を得られず、断念している[13]。

## 親族
- 父：下村充贇 - 佐賀藩士
- 養父：佐野常徴 - 藩医
- 妻：佐野駒子 - 養父の娘
- 長男：常実 - 母は駒子。幼名源一郎。常民の随行者としてウィーン万国博覧会へ行ったことがあり、長じてドイツへ留学したが、1880年に留学先で没した[14]。
- 娘：粂千代 - 母は駒子。嫡子だった常実が早世したため、丹羽浅見家の浅見忠雄を粂千代の婿に迎え養嫡子・佐野常樹とする。
- 三男：佐野常羽
- 娘：田村貞子（1882年生） - 田村丕顕の妻。その孫にジャーナリストの岡村昭彦、演出家の岡村春彦。
- 妾：若井しま - 若井兼三郎の妹[15]。
- 妾：東海林春 - 仙台藩士東海林庄五郎の長女[16]。